# Campeonato Mundial de Voleibol Femenino Sub-20 de 2011
El XVI Campeonato Mundial de Voleibol Femenino Sub-20 se celebró en el Perú del 22 al 31 de julio de 2011. Fue organizado por la Federación Internacional de Voleibol (FIVB) y la Federación Peruana de Voleibol. El campeonato se jugó en las subsedes de Lima, Trujillo y Callao, entre las selecciones nacionales femeninas sub-20.
El mundial tuvo como mascota a "Warmi". Warmi (en quechua: mujer) es un perro peruano, patrimonio nacional del Perú y calificado por la Federación Cinológica Internacional como perro primitivo o de raza pura. La mascota fue elegida por el presidente de la Federación Perúana de Voleibol, Juan Castro. El himno del mundial juvenil se titula "Levanta los brazos". Fue compuesto por Pepe Ortega y fue interpretado por Anna Carina y Giuliana Rengifo.

## Proceso de Clasificación
| Confederación | Método de Clasificación                                           | Fecha                       | Lugar                                                                      | Vacantes | Equipo                                          |
| ------------- | ----------------------------------------------------------------- | --------------------------- | -------------------------------------------------------------------------- | -------- | ----------------------------------------------- |
| FIVB          | Sede                                                              | 16 de abril de 2010         | Lausana, Suiza                                                             | 1        | Perú                                            |
| AVC           | Campeonato Asiático de Voleibol Femenino Sub-20 de 2010           | 12-20 de septiembre de 2010 | Ho Chi Minh City, Vietnam                                                  | 3        | China Corea del Sur Japón                       |
| CAVB          | Campeonato Africano de Voleibol Femenino Sub-20 de 2010           | 14-18 de octubre de 2010    | Kelibia, Túnez                                                             | 2        | Egipto · Túnez                                  |
| CEV           | Campeonato Europeo de Voleibol Femenino Sub-20 de 2010            | 04-12 de septiembre de 2010 | Niš/Zrenjanin, Serbia                                                      | 1        | Italia                                          |
| CEV           | Torneo Clasificatorio Europeo de Voleibol Femenino Sub-20 de 2011 | 17-22 de mayo de 2011       | Zrenjanin, Serbia · Novalja, Croacia · Moscú, Rusia · Bardejov, Eslovaquia | 5        | Polonia · Bélgica · Rusia · Eslovaquia · Serbia |
| CSV           | Campeonato Sudamericano de Voleibol Femenino Sub-20 de 2010       | 09-16 de octubre de 2010    | Envigado, Colombia                                                         | 1        | Brasil                                          |
| NORCECA       | Campeonato NORCECA de Voleibol Femenino Sub-20 de 2010            | 03-11 de julio de 2010      | Tijuana, México                                                            | 3        | Estados Unidos · República Dominicana · Cuba    |

## Equipos participantes
| Grupo A    | Grupo B | Grupo C        | Grupo D              |
| ---------- | ------- | -------------- | -------------------- |
| Perú       | Brasil  | Estados Unidos | Japón                |
| Egipto     | Serbia  | Bélgica        | República Dominicana |
| Túnez      | Italia  | Corea del Sur  | China                |
| Eslovaquia | Cuba    | Polonia        | Rusia                |

## Sedes
| Partidos                                 | Ciudad   | Instalación           | Capacidad |
| ---------------------------------------- | -------- | --------------------- | --------- |
| Grupos B, D, E, G y Fase final (1º - 8º) | Lima     | Coliseo Eduardo Dibós | 5,000     |
| Grupos A, C, F y H                       | Trujillo | Coliseo Gran Chimú    | 4,500     |
| Fase final (9º - 16º)                    | Callao   | Coliseo Miguel Grau   | 3,000     |

## Primera fase
- Los horarios corresponden a la hora de Perú (UTC-5)

### Puntuación
La FIVB informó que el equipo que gane por 3 a 0 ó 3 a 1 en sets sumará 3 puntos y el equipo que pierda por ese marcador no sumará punto alguno (0 puntos); pero si el equipo gana con un marcador de 3 a 2 en sets, sumará solo 2 puntos y el equipo que pierda sumará 1 punto.

### Grupo A
- Desarrollado en el Coliseo Gran Chimú - Trujillo.

#### Clasificación
| Pos | Equipo     | PJ | PG | PP | SF | SC | PTS |
| --- | ---------- | -- | -- | -- | -- | -- | --- |
| 1   | Perú       | 3  | 3  | 0  | 9  | 0  | 9   |
| 2   | Eslovaquia | 3  | 2  | 1  | 6  | 3  | 6   |
| 3   | Túnez      | 3  | 1  | 2  | 3  | 8  | 2   |
| 4   | Egipto     | 3  | 0  | 3  | 2  | 9  | 1   |

#### Resultados
| Fecha    | Encuentro           | Resultado | Set   | Set   | Set   | Set   | Set   | Puntuación total | Reporte |
| Fecha    | Encuentro           | Resultado | 1     | 2     | 3     | 4     | 5     | Puntuación total | Reporte |
| -------- | ------------------- | --------- | ----- | ----- | ----- | ----- | ----- | ---------------- | ------- |
| 22-07-11 | Eslovaquia - Túnez  | 3-0       | 25-15 | 25-10 | 25-14 |       |       | 75-39            | P2 P3   |
| 22-07-11 | Perú - Egipto       | 3-0       | 25-18 | 25-17 | 25-16 |       |       | 75-51            | P2 P3   |
| 23-07-11 | Eslovaquia - Egipto | 3-0       | 25-20 | 25-10 | 25-10 |       |       | 75-40            | P2 P3   |
| 23-07-11 | Perú - Túnez        | 3-0       | 25-07 | 25-11 | 25-10 |       |       | 75-28            | P2 P3   |
| 24-07-11 | Túnez - Egipto      | 3-2       | 26-24 | 25-22 | 21-25 | 20-25 | 17-15 | 109-111          | P2 P3   |
| 24-07-11 | Perú - Eslovaquia   | 3-0       | 25-21 | 25-22 | 25-20 |       |       | 75-63            | P2 P3   |

### Grupo B
- Desarrollado en el Coliseo Eduardo Dibós - Lima.

#### Clasificación
| Pos | Equipo | PJ | PG | PP | SF | SC | PTS |
| --- | ------ | -- | -- | -- | -- | -- | --- |
| 1   | Brasil | 3  | 3  | 0  | 9  | 2  | 9   |
| 2   | Italia | 3  | 2  | 1  | 7  | 3  | 6   |
| 3   | Serbia | 3  | 1  | 2  | 4  | 7  | 3   |
| 4   | Cuba   | 3  | 0  | 3  | 1  | 9  | 0   |

#### Resultados
| Fecha    | Encuentro       | Resultado | Set   | Set   | Set   | Set   | Set | Puntuación total | Reporte |
| Fecha    | Encuentro       | Resultado | 1     | 2     | 3     | 4     | 5   | Puntuación total | Reporte |
| -------- | --------------- | --------- | ----- | ----- | ----- | ----- | --- | ---------------- | ------- |
| 22-07-11 | Brasil - Italia | 3-1       | 23-25 | 25-20 | 25-18 | 25-16 |     | 98-79            | P2 P3   |
| 22-07-11 | Serbia - Cuba   | 3-1       | 25-22 | 23-25 | 25-17 | 25-10 |     | 98-74            | P2 P3   |
| 23-07-11 | Italia - Cuba   | 3-0       | 25-16 | 25-12 | 26-24 |       |     | 76-52            | P2 P3   |
| 23-07-11 | Brasil - Serbia | 3-1       | 23-25 | 25-15 | 25-21 | 25-18 |     | 98-79            | P2 P3   |
| 24-07-11 | Serbia - Italia | 0-3       | 14-25 | 15-25 | 20-25 |       |     | 49-75            | P2 P3   |
| 24-07-11 | Cuba - Brasil   | 0-3       | 13-25 | 15-25 | 21-25 |       |     | 49-75            | P2 P3   |

### Grupo C
- Desarrollado en el Coliseo Gran Chimú - Trujillo.

#### Clasificación
| Pos | Equipo         | PJ | PG | PP | SF | SC | PTS |
| --- | -------------- | -- | -- | -- | -- | -- | --- |
| 1   | Estados Unidos | 3  | 3  | 0  | 9  | 1  | 9   |
| 2   | Bélgica        | 3  | 2  | 1  | 6  | 5  | 6   |
| 3   | Corea del Sur  | 3  | 1  | 2  | 4  | 8  | 2   |
| 4   | Polonia        | 3  | 0  | 3  | 4  | 9  | 1   |

#### Resultados
| Fecha    | Encuentro                      | Resultado | Set   | Set   | Set   | Set   | Set   | Puntuación total | Reporte |
| Fecha    | Encuentro                      | Resultado | 1     | 2     | 3     | 4     | 5     | Puntuación total | Reporte |
| -------- | ------------------------------ | --------- | ----- | ----- | ----- | ----- | ----- | ---------------- | ------- |
| 22-07-11 | Polonia - Corea del Sur        | 2-3       | 25-22 | 22-25 | 26-24 | 19-25 | 10-15 | 102-111          | P2 P3   |
| 22-07-11 | Estados Unidos - Bélgica       | 3-0       | 25-21 | 25-18 | 25-16 |       |       | 75-55            | P2 P3   |
| 23-07-11 | Bélgica - Corea del Sur        | 3-1       | 25-19 | 25-16 | 18-25 | 25-20 |       | 93-80            | P2 P3   |
| 23-07-11 | Estados Unidos - Polonia       | 3-1       | 25-19 | 16-25 | 29-27 | 25-14 |       | 95-85            | P2 P3   |
| 24-07-11 | Polonia - Bélgica              | 1-3       | 25-20 | 21-25 | 24-26 | 16-25 |       | 86-96            | P2 P3   |
| 24-07-11 | Corea del Sur - Estados Unidos | 0-3       | 23-25 | 14-25 | 23-25 |       |       | 60-75            | P2 P3   |

### Grupo D
- Desarrollado en el Coliseo Eduardo Dibós - Lima.

#### Clasificación
| Pos | Equipo               | PJ | PG | PP | SF | SC | PTS |
| --- | -------------------- | -- | -- | -- | -- | -- | --- |
| 1   | China                | 3  | 3  | 0  | 9  | 1  | 9   |
| 2   | República Dominicana | 3  | 2  | 1  | 6  | 5  | 6   |
| 3   | Rusia                | 3  | 1  | 2  | 4  | 6  | 3   |
| 4   | Japón                | 3  | 0  | 3  | 2  | 9  | 0   |

#### Resultados
| Fecha    | Encuentro                    | Resultado | Set   | Set   | Set   | Set   | Set | Puntuación total | Reporte |
| Fecha    | Encuentro                    | Resultado | 1     | 2     | 3     | 4     | 5   | Puntuación total | Reporte |
| -------- | ---------------------------- | --------- | ----- | ----- | ----- | ----- | --- | ---------------- | ------- |
| 22-07-11 | Japón - República Dominicana | 1-3       | 14-25 | 20-25 | 25-20 | 22-25 |     | 101-95           | P2 P3   |
| 22-07-11 | China - Rusia                | 3-0       | 25-19 | 27-25 | 25-20 |       |     | 63-77            | P2 P3   |
| 23-07-11 | República Dominicana - Rusia | 3-0       | 25-17 | 25-12 | 25-20 |       |     | 86-56            | P2 P3   |
| 23-07-11 | Japón - China                | 1-3       | 18-25 | 25-17 | 23-25 | 19-25 |     | 85-92            | P2 P3   |
| 24-07-11 | China - República Dominicana | 3-0       | 25-23 | 25-21 | 25-23 |       |     | 75-57            | P2 P3   |
| 24-07-11 | Rusia - Japón                | 3-0       | 25-23 | 25-22 | 25-19 |       |     | 75-64            | P2 P3   |

#### Clasificación para la segunda fase
| – | Clasificado para competir del 1° al 8° lugar.  |
| – | Clasificado para competir del 9° al 16° lugar. |

## Segunda fase
En los grupos E y F, se definieron las posiciones del 1° al 8° puesto; y en los grupos G y H, las posiciones del 9° al 16° puesto.

### Grupo E
- Desarrollado en el Coliseo Eduardo Dibós - Lima.

#### Clasificación
| Pos | Equipo               | PJ | PG | PP | SF | SC | PTS |
| --- | -------------------- | -- | -- | -- | -- | -- | --- |
| 1   | Italia               | 3  | 3  | 0  | 9  | 2  | 9   |
| 2   | Estados Unidos       | 3  | 1  | 2  | 6  | 6  | 4   |
| 3   | República Dominicana | 3  | 1  | 2  | 4  | 6  | 3   |
| 4   | Perú                 | 3  | 1  | 2  | 3  | 8  | 2   |

#### Resultados
| Fecha    | Encuentro                      | Resultado | Set   | Set   | Set   | Set   | Set   | Puntuación total | Reporte |
| Fecha    | Encuentro                      | Resultado | 1     | 2     | 3     | 4     | 5     | Puntuación total | Reporte |
| -------- | ------------------------------ | --------- | ----- | ----- | ----- | ----- | ----- | ---------------- | ------- |
| 26-07-11 | R. Dominicana - Estados Unidos | 0-3       | 11-25 | 15-25 | 23-25 |       |       | 49-75            | P2 P3   |
| 26-07-11 | Perú - Italia                  | 0-3       | 23-25 | 20-25 | 14-25 |       |       | 57-75            | P2 P3   |
| 27-07-11 | Italia - Estados Unidos        | 3-1       | 25-23 | 25-18 | 21-25 | 25-20 |       | 96-86            | P2 P3   |
| 27-07-11 | Perú - República Dominicana    | 0-3       | 23-25 | 20-25 | 15-25 |       |       | 58-75            | P2 P3   |
| 28-07-11 | Italia - República Dominicana  | 3-1       | 25-19 | 25-22 | 20-25 | 25-20 |       | 95-86            | P2 P3   |
| 28-07-11 | Perú - Estados Unidos          | 3-2       | 21-25 | 25-19 | 22-25 | 25-20 | 15-09 | 108-98           | P2 P3   |

### Grupo F
- Desarrollado en el Coliseo Gran Chimú - Trujillo.

#### Clasificación
| Pos | Equipo     | PJ | PG | PP | SF | SC | PTS |
| --- | ---------- | -- | -- | -- | -- | -- | --- |
| 1   | Brasil     | 3  | 3  | 0  | 9  | 0  | 9   |
| 2   | China      | 3  | 2  | 1  | 6  | 4  | 6   |
| 3   | Bélgica    | 3  | 1  | 2  | 3  | 8  | 2   |
| 4   | Eslovaquia | 3  | 0  | 3  | 3  | 9  | 1   |

#### Resultados
| Fecha    | Encuentro            | Resultado | Set   | Set   | Set   | Set   | Set   | Puntuación total | Reporte |
| Fecha    | Encuentro            | Resultado | 1     | 2     | 3     | 4     | 5     | Puntuación total | Reporte |
| -------- | -------------------- | --------- | ----- | ----- | ----- | ----- | ----- | ---------------- | ------- |
| 26-07-11 | Brasil - Bélgica     | 3-0       | 25-22 | 25-20 | 25-21 |       |       | 75-63            | P2 P3   |
| 26-07-11 | Eslovaquia - China   | 1-3       | 23-25 | 25-20 | 23-25 | 21-25 |       | 92-95            | P2 P3   |
| 27-07-11 | China - Bélgica      | 3-0       | 25-19 | 25-18 | 25-19 |       |       | 75-56            | P2 P3   |
| 27-07-11 | Eslovaquia - Brasil  | 0-3       | 13-25 | 22-25 | 12-25 |       |       | 47-75            | P2 P3   |
| 28-07-11 | Brasil - China       | 3-0       | 29-27 | 25-19 | 25-20 |       |       | 79-66            | P2 P3   |
| 28-07-11 | Bélgica - Eslovaquia | 3-2       | 17-25 | 11-25 | 25-18 | 25-21 | 15-12 | 93-101           | P2 P3   |

#### Clasificación para la fase final
| – | Clasificado para competir del 1° al 4° lugar. |
| – | Clasificado para competir del 5° al 8° lugar. |

### Grupo G
- Desarrollado en el Coliseo Eduardo Dibós - Lima.

#### Clasificación
| Pos | Equipo        | PJ | PG | PP | SF | SC | PTS |
| --- | ------------- | -- | -- | -- | -- | -- | --- |
| 1   | Cuba          | 3  | 3  | 0  | 9  | 1  | 9   |
| 2   | Japón         | 3  | 2  | 1  | 6  | 3  | 6   |
| 3   | Corea del Sur | 3  | 1  | 2  | 4  | 6  | 3   |
| 4   | Túnez         | 3  | 0  | 3  | 0  | 9  | 0   |

#### Resultados
| Fecha    | Encuentro             | Resultado | Set   | Set   | Set   | Set   | Set | Puntuación total | Reporte |
| Fecha    | Encuentro             | Resultado | 1     | 2     | 3     | 4     | 5   | Puntuación total | Reporte |
| -------- | --------------------- | --------- | ----- | ----- | ----- | ----- | --- | ---------------- | ------- |
| 26-07-11 | Corea del Sur - Cuba  | 1-3       | 23-25 | 25-18 | 24-26 | 17-25 |     | 89-94            | P2 P3   |
| 26-07-11 | Túnez - Japón         | 0-3       | 09-25 | 15-25 | 14-25 |       |     | 38-75            | P2 P3   |
| 27-07-11 | Japón- Corea del Sur  | 3-0       | 25-20 | 25-13 | 25-09 |       |     | 75-42            | P2 P3   |
| 27-07-11 | Túnez - Cuba          | 0-3       | 15-25 | 13-25 | 12-25 |       |     | 40-75            | P2 P3   |
| 28-07-11 | Cuba - Japón          | 3-0       | 25-20 | 25-20 | 25-19 |       |     | 75-59            | P2 P3   |
| 28-07-11 | Corea del Sur - Túnez | 3-0       | 25-17 | 25-17 | 25-17 |       |     | 75-51            | P2 P3   |

### Grupo H
- Desarrollado en el Coliseo Gran Chimú - Trujillo.

#### Clasificación
| Pos | Equipo  | PJ | PG | PP | SF | SC | PTS |
| --- | ------- | -- | -- | -- | -- | -- | --- |
| 1   | Rusia   | 3  | 3  | 0  | 9  | 2  | 8   |
| 2   | Polonia | 3  | 2  | 1  | 6  | 6  | 5   |
| 3   | Serbia  | 3  | 1  | 2  | 7  | 6  | 5   |
| 4   | Egipto  | 3  | 0  | 3  | 1  | 9  | 0   |

#### Resultados
| Fecha    | Encuentro        | Resultado | Set   | Set   | Set   | Set   | Set   | Puntuación total | Reporte |
| Fecha    | Encuentro        | Resultado | 1     | 2     | 3     | 4     | 5     | Puntuación total | Reporte |
| -------- | ---------------- | --------- | ----- | ----- | ----- | ----- | ----- | ---------------- | ------- |
| 26-07-11 | Egipto - Rusia   | 0-3       | 10-25 | 20-25 | 11-25 |       |       | 41-75            | P2 P3   |
| 26-07-11 | Serbia - Polonia | 2-3       | 21-25 | 17-25 | 25-14 | 25-18 | 11-15 | 99-97            | P2 P3   |
| 27-07-11 | Rusia - Polonia  | 3-0       | 25-19 | 25-17 | 25-18 |       |       | 75-54            | P2 P3   |
| 27-07-11 | Egipto - Serbia  | 0-3       | 16-25 | 05-25 | 27-29 |       |       | 48-79            | P2 P3   |
| 28-07-11 | Serbia - Rusia   | 2-3       | 24-26 | 25-19 | 19-25 | 25-20 | 11-15 | 104-105          | P2 P3   |
| 28-07-11 | Polonia - Egipto | 3-1       | 25-14 | 25-15 | 23-25 | 25-15 |       | 98-69            | P2 P3   |

#### Clasificación para la fase final
| – | Clasificado para competir del 9° al 12° lugar.  |
| – | Clasificado para competir del 13° al 16° lugar. |

## Fase final

### 13° al 16º puesto
- Desarrollado en el Coliseo Miguel Grau - Callao.

|  | Semifinales 13° - 16° | Semifinales 13° - 16° |   |        | 13º puesto    | 13º puesto |  |
|  |                       |                       |   |        |               |            |  |
|  |                       |                       |   |        |               |            |  |
|  |                       |                       |   |        |               |            |  |
|  | Serbia                | 3                     |   |        |               |            |  |
|  | Túnez                 | 0                     |   |        |               |            |  |
|  |                       |                       |   |        |               |            |  |
|  |                       |                       |   |        |               |            |  |
|  |                       |                       |   |        | Corea del Sur | 0          |  |
|  |                       | Serbia                | 3 |        |               |            |  |
|  |                       |                       |   |        |               |            |  |
|  |                       |                       |   |        |               |            |  |
|  |                       |                       |   |        | 15º puesto    |            |  |
|  |                       |                       |   |        |               |            |  |
|  | Corea del Sur         | 3                     |   | Egipto | 3             |            |  |
|  | Egipto                | 0                     |   |        | Túnez         | 1          |  |

### Clasificación 13°-16°
| Fecha    | Encuentro              | Resultado | Set   | Set   | Set   | Set | Set | Puntuación total | Reporte |
| Fecha    | Encuentro              | Resultado | 1     | 2     | 3     | 4   | 5   | Puntuación total | Reporte |
| -------- | ---------------------- | --------- | ----- | ----- | ----- | --- | --- | ---------------- | ------- |
| 30-07-11 | Serbia - Túnez         | 3-0       | 25-14 | 25-12 | 25-13 |     |     | 75-39            | P2P3    |
| 30-07-11 | Corea del Sur - Egipto | 3-0       | 25-13 | 25-02 | 25-17 |     |     | 75-32            | P2 P3   |

### Clasificación 15°
| Fecha    | Encuentro      | Resultado | Set   | Set   | Set   | Set   | Set | Puntuación total | Reporte |
| Fecha    | Encuentro      | Resultado | 1     | 2     | 3     | 4     | 5   | Puntuación total | Reporte |
| -------- | -------------- | --------- | ----- | ----- | ----- | ----- | --- | ---------------- | ------- |
| 31-07-11 | Túnez - Egipto | 1-3       | 25-23 | 25-27 | 14-25 | 17-25 |     | 81-100           | P2 P3   |

### Clasificación 13°
| Fecha    | Encuentro              | Resultado | Set   | Set   | Set   | Set | Set | Puntuación total | Reporte |
| Fecha    | Encuentro              | Resultado | 1     | 2     | 3     | 4   | 5   | Puntuación total | Reporte |
| -------- | ---------------------- | --------- | ----- | ----- | ----- | --- | --- | ---------------- | ------- |
| 31-07-11 | Serbia - Corea del Sur | 3-0       | 25-19 | 25-16 | 25-18 |     |     | 75-53            | P2 P3   |

### 9° al 12º puesto
- Desarrollado en el Coliseo Miguel Grau - Callao.

|  | Semifinales 9° - 12° | Semifinales 9° - 12° |   |      | 9º puesto  | 9º puesto |  |
|  |                      |                      |   |      |            |           |  |
|  |                      |                      |   |      |            |           |  |
|  |                      |                      |   |      |            |           |  |
|  | Cuba                 | 1                    |   |      |            |           |  |
|  | Polonia              | 3                    |   |      |            |           |  |
|  |                      |                      |   |      |            |           |  |
|  |                      |                      |   |      |            |           |  |
|  |                      |                      |   |      | Polonia    | 3         |  |
|  |                      | Rusia                | 1 |      |            |           |  |
|  |                      |                      |   |      |            |           |  |
|  |                      |                      |   |      |            |           |  |
|  |                      |                      |   |      | 11º puesto |           |  |
|  |                      |                      |   |      |            |           |  |
|  | Rusia                | 3                    |   | Cuba | 0          |           |  |
|  | Japón                | 2                    |   |      | Japón      | 3         |  |

### Clasificación 9°-12°
| Fecha    | Encuentro      | Resultado | Set   | Set   | Set   | Set   | Set   | Puntuación total | Reporte |
| Fecha    | Encuentro      | Resultado | 1     | 2     | 3     | 4     | 5     | Puntuación total | Reporte |
| -------- | -------------- | --------- | ----- | ----- | ----- | ----- | ----- | ---------------- | ------- |
| 30-07-11 | Cuba - Polonia | 1-3       | 21-25 | 25-18 | 14-25 | 22-25 |       | 82-93            | P2 P3   |
| 30-07-11 | Rusia - Japón  | 3-2       | 23-25 | 25-16 | 25-17 | 17-25 | 15-11 | 105-94           | P2 P3   |

### Clasificación 11°
| Fecha    | Encuentro    | Resultado | Set   | Set   | Set   | Set | Set | Puntuación total | Reporte |
| Fecha    | Encuentro    | Resultado | 1     | 2     | 3     | 4   | 5   | Puntuación total | Reporte |
| -------- | ------------ | --------- | ----- | ----- | ----- | --- | --- | ---------------- | ------- |
| 31-07-11 | Cuba - Japón | 0-3       | 19-25 | 13-25 | 22-25 |     |     | 54-75            | P2 P3   |

### Clasificación 9°
| Fecha    | Encuentro       | Resultado | Set   | Set   | Set   | Set   | Set | Puntuación total | Reporte |
| Fecha    | Encuentro       | Resultado | 1     | 2     | 3     | 4     | 5   | Puntuación total | Reporte |
| -------- | --------------- | --------- | ----- | ----- | ----- | ----- | --- | ---------------- | ------- |
| 31-07-11 | Polonia - Rusia | 3-1       | 25-19 | 25-19 | 19-25 | 25-16 |     | 94-79            | P2 P3   |

### 5° al 8º puesto
- Desarrollado en el Coliseo Eduardo Dibós - Lima.

|  | Semifinales 5° - 8° | Semifinales 5° - 8° |   |            | 5º puesto     | 5º puesto |  |
|  |                     |                     |   |            |               |           |  |
|  |                     |                     |   |            |               |           |  |
|  |                     |                     |   |            |               |           |  |
|  | R. Dominicana       | 3                   |   |            |               |           |  |
|  | Eslovaquia          | 1                   |   |            |               |           |  |
|  |                     |                     |   |            |               |           |  |
|  |                     |                     |   |            |               |           |  |
|  |                     |                     |   |            | R. Dominicana | 3         |  |
|  |                     | Perú                | 1 |            |               |           |  |
|  |                     |                     |   |            |               |           |  |
|  |                     |                     |   |            |               |           |  |
|  |                     |                     |   |            | 7º puesto     |           |  |
|  |                     |                     |   |            |               |           |  |
|  | Bélgica             | 1                   |   | Eslovaquia | 3             |           |  |
|  | Perú                | 3                   |   |            | Bélgica       | 1         |  |

### Clasificación 5°-8°
| Fecha    | Encuentro                    | Resultado | Set   | Set   | Set   | Set   | Set | Puntuación total | Reporte |
| Fecha    | Encuentro                    | Resultado | 1     | 2     | 3     | 4     | 5   | Puntuación total | Reporte |
| -------- | ---------------------------- | --------- | ----- | ----- | ----- | ----- | --- | ---------------- | ------- |
| 30-07-11 | Rep. Dominicana - Eslovaquia | 3-1       | 25-18 | 17-25 | 25-19 | 25-18 |     | 92-80            | P2 P3   |
| 30-07-11 | Bélgica - Perú               | 1-3       | 19-25 | 25-23 | 19-25 | 25-27 |     | 88-100           | P2 P3   |

### Clasificación 7°
| Fecha    | Encuentro            | Resultado | Set   | Set   | Set   | Set   | Set | Puntuación total | Reporte |
| Fecha    | Encuentro            | Resultado | 1     | 2     | 3     | 4     | 5   | Puntuación total | Reporte |
| -------- | -------------------- | --------- | ----- | ----- | ----- | ----- | --- | ---------------- | ------- |
| 31-07-11 | Eslovaquia - Bélgica | 3-1       | 25-23 | 25-12 | 29-31 | 25-20 |     | 104-86           | P2 P3   |

### Clasificación 5°
| Fecha    | Encuentro                   | Resultado | Set   | Set   | Set   | Set   | Set | Puntuación total | Reporte |
| Fecha    | Encuentro                   | Resultado | 1     | 2     | 3     | 4     | 5   | Puntuación total | Reporte |
| -------- | --------------------------- | --------- | ----- | ----- | ----- | ----- | --- | ---------------- | ------- |
| 31-07-11 | República Dominicana - Perú | 3-1       | 23-25 | 25-23 | 25-18 | 25-18 |     | 98-84            | P2 P3   |

### Final 1° y 3º puesto
- Desarrollado en el Coliseo Eduardo Dibós - Lima.

|  | Semifinales    | Semifinales |   |                | 1º puesto | 1º puesto |  |
|  |                |             |   |                |           |           |  |
|  |                |             |   |                |           |           |  |
|  |                |             |   |                |           |           |  |
|  | Italia         | 3           |   |                |           |           |  |
|  | China          | 0           |   |                |           |           |  |
|  |                |             |   |                |           |           |  |
|  |                |             |   |                |           |           |  |
|  |                |             |   |                | Brasil    | 1         |  |
|  |                | Italia      | 3 |                |           |           |  |
|  |                |             |   |                |           |           |  |
|  |                |             |   |                |           |           |  |
|  |                |             |   |                | 3º puesto |           |  |
|  |                |             |   |                |           |           |  |
|  | Brasil         | 3           |   | Estados Unidos | 1         |           |  |
|  | Estados Unidos | 2           |   |                | China     | 3         |  |

### Semifinal
| Fecha    | Encuentro               | Resultado | Set   | Set   | Set   | Set   | Set   | Puntuación total | Reporte |
| Fecha    | Encuentro               | Resultado | 1     | 2     | 3     | 4     | 5     | Puntuación total | Reporte |
| -------- | ----------------------- | --------- | ----- | ----- | ----- | ----- | ----- | ---------------- | ------- |
| 30-07-11 | Italia - China          | 3-0       | 25-21 | 25-20 | 25-16 |       |       | 75-57            | P2 P3   |
| 30-07-11 | Brasil - Estados Unidos | 3-2       | 25-15 | 25-19 | 20-25 | 20-25 | 16-14 | 96-108           | P2 P3   |

### 3° Puesto
| Fecha    | Encuentro              | Resultado | Set   | Set   | Set   | Set   | Set | Puntuación total | Reporte |
| Fecha    | Encuentro              | Resultado | 1     | 2     | 3     | 4     | 5   | Puntuación total | Reporte |
| -------- | ---------------------- | --------- | ----- | ----- | ----- | ----- | --- | ---------------- | ------- |
| 31-07-11 | Estados Unidos - China | 1-3       | 20-25 | 19-25 | 27-25 | 23-25 |     | 95-83            | P2 P3   |

### 1° Puesto
| Fecha    | Encuentro       | Resultado | Set   | Set   | Set   | Set   | Set | Puntuación total | Reporte |
| Fecha    | Encuentro       | Resultado | 1     | 2     | 3     | 4     | 5   | Puntuación total | Reporte |
| -------- | --------------- | --------- | ----- | ----- | ----- | ----- | --- | ---------------- | ------- |
| 31-07-11 | Italia - Brasil | 3-1       | 21-25 | 25-13 | 25-20 | 25-22 |     | 96-80            | P2 P3   |

## Podio
| Bandera de Italia |
| Campeón           |
| Italia 1º título  |

| Bandera de Brasil |
| Sub-Campeón       |
| Brasil            |

| Bandera de la República Popular China |
| 3º Lugar                              |
| China                                 |

## Clasificación general
| Pos | Equipo               |
| --- | -------------------- |
| 1   | Italia               |
| 2   | Brasil               |
| 3   | China                |
| 4   | Estados Unidos       |
| 5   | República Dominicana |
| 6   | Perú                 |
| 7   | Eslovaquia           |
| 8   | Bélgica              |
| 9   | Polonia              |
| 10  | Rusia                |
| 11  | Japón                |
| 12  | Cuba                 |
| 13  | Serbia               |
| 14  | Corea del Sur        |
| 15  | Egipto               |
| 16  | Túnez                |

## Distinciones individuales
| - Most Valuable Player - Caterina Bosetti (ITA) - Mejor Anotadora - Lise Van Hecke (BEL) - Mejor Atacante - Caterina Bosetti (ITA) - Mejor Bloqueador - Yang Zhou (CHN) | - Mejor Sacadora - Lise Van Hecke (BEL) - Mejor Armadora - Yao Di (CHN) - Mejor Recepción - Lucia Nikmonova (SVK) - Mejor Líbero - Natalie Hagglund (USA) |